# Партизаны в степях Украины
«Партиза́ны в степя́х Украи́ны» — советский чёрно-белый художественный фильм, снятый в 1942 году режиссёром Игорем Савченко по одноимённой пьесе Александра Корнейчука. Снят в годы Великой Отечественной войны на Киевской и Ашхабадской киностудиях. Премьера фильма состоялась 2 марта 1943 года.

## Сюжет
Великая Отечественная война. Вся территория Украины оказалась в оккупации. Салывон Часнык, его жена Пелагея и сын Аркаша скрываются от оккупантов и вместе с другими односельчанами-колхозниками в составе партизанского отряда противостоять немцам. Совсем юного сына Аркашу оберегает от неприятностей его дед Остап. Внук рвётся в бой, однако родители считают, самое важное, что он может сейчас сделать — это быть рядом с родителями и помогать им.

## В ролях
- Николай Боголюбов — Салывон Часнык
- Наталия Ужвий — Пелагея Часнык
- Борис Чирков — дед Тарас
- Антон Дунайский — дед Остап
- Владислав Красновецкий — Борис Соломонович, доктор
- Лариса Емельянцева — Екатерина
- Владимир Балашов — Аркаша
- Борис Рунге — Сашко
- Дмитрий Милютенко — Филимон Довгоносик
- Терентий Юра — переводчик
- Евгений Пономаренко — немецкий офицер
- Константин Кошевский — немецкий офицер
- Иван Клюквин — партизан (нет в титрах)
- Виктор Добровольский — раненый партизан (нет в титрах)

## Литературный первоисточник
В качестве первоисточника была взята опубликованная в начале 1941 года, ещё до начала Великой Отечественной войны комедийная пьеса Александра Евдокимовича Корнейчука «В степях Украины». С началом войны Корнейчук переработал собственную пьесу, назвав новый вариант «Партизаны в степях Украины», премьера которой состоялась 7 ноября 1941 года в клубе станицы Вёшенской. В 1942 году комедия ставилась на сценах многих советских театров, среди которых московский Малый театр, а также находившиеся в эвакуации театры Одессы, Киева, Днепропетровска и других городов. Помимо этого, спектакль показывался театральными труппами бойцам на линии фронта. В 1942 году пьесы «В степях Украины» и «Партизаны в степях Украины» выдвигались на Сталинскую премию в области литературы и искусства и первая из них была удостоена такой премии; также премию получила постановка пьесы на сцене Малого театра. 

## Художественные особенности
Пьеса Корнейчука была в значительной мере переработана режиссёром Игорем Савченко. Он даже изменил её жанр, превратив в музыкальную трёхактную пьесу, каждый акт которой сопровождался отдельной песней. Музыку для фильма написал композитор Сергей Сергеевич Прокофьев.

## Съёмки
Фильм «Партизаны в степях Украины» был вторым снятым советским художественным фильмом о Великой Отечественной войне (после фильма «Секретарь райкома» Ивана Александровича Пырьева). Соглавно опубликованным через много лет воспоминаниям исполнительницы роли Пелагеи актрисы Наталии Ужвий, съёмки проходили в Казахстане, вблизи города Семипалатинска. Съёмочная группа была весьма ограничена в использовании технических средств, поэтому режиссёру приходилось во многом себя ограничивать, что не позволило ему добиться обычного для него эпического размаха.

## Восприятие
В вышедшей в 1948 году книге «Советское киноискусство в годы Великой Отечественной войны: 1941—1945» председатель Комитета по делам кинематографии при Совнаркоме СССР и министр кинематографии СССР (1939—1953) Иван Григорьевич Большаков весьма невысоко оценил фильм. В частности, он отмечал: 
Несмотря на очень хороший актёрский ансамбль, фильм получился слабым, главным образом, потому, что его литературная основа страдала крупными недостатками как в построении сюжета, так и в обрисовке действующих лиц. В сценарии, а следовательно, и в фильме было много надуманного, нереального, и он не отражал всей героики борьбы украинских партизан с немецко-фашистскими оккупантами. Это вполне понятно потому , что пьеса «Партизаны в степях Украины» была А. Корнейчуком переделана из его популярной пьесы «В степях Украины», написанной им до войны. Искусство, как известно, не терпит механических приёмов. В данном случае оно отомстило автору за механическое приспособление очень хорошей для своего Времени пьесы к текущему моменту.Иван Григорьевич Большаков

Более поздние советские источники не были столь однозначны в оценке фильма. В частности, в вышедшей в 1975 году книге киноведа Ивана Сергеевича Корниенко «Кино Советской Украины: Страницы истории» отмечались как высокий уровень игры некоторых актёров (прежде всего исполнительницы роли Пелагеи Наталии Ужвий, которую автор сравнивает с Ярославной из «Слова о полку Игореве»), так и менее удачные (Николай Боголюбов в роли Саливона). Образы двух дедов — Тараса (Борис Чирков) и  Остапа (Антон Дунайский), по мнению автора, излишне комичны, что лишает их убедительности. Резюмируя, автор отмечает:
Фильм не стал выдающимся явлением, но был отмечен возросшим мастерством в решении военного материала, в лепке характеров.Иван Сергеевича Корниенко